# Sandra Schreiber
Sandra Schreiber (* 15. September 1987 in Berlin) ist eine deutsche Schauspielerin und Synchronsprecherin.

## Leben und Werdegang
Sandra Schreiber ist in Berlin geboren und aufgewachsen. Als Jugendliche nahm sie Schauspielunterricht, unter anderem bei Kristiane Kupfer. Sie drehte zunächst Serien wie Schmetterlinge im Bauch und Die Stein. 2010 spielte sie in „Frühlings Erwachen“ am Deutschen Theater in Berlin. Daraufhin studierte sie Schauspiel an der Folkwang Universität in Essen und Bochum.
Währenddessen erhielt sie das Exzellenzstipendium der Studienstiftung des deutschen Volkes und gewann mit ihrem Jahrgang den Hauptpreis der Friedl Wald Stiftung beim Theatertreffen deutschsprachiger Schauspielschulen mit dem Recherche-Stück Kinder der Revolution in der Regie von Nuran David Calis.
2014 schloss sie mit dem Artist Diploma ab. Während ihres Erstengagements am Stadttheater Ingolstadt drehte sie in der Hauptrolle den Film Schwägereltern in der Regie von Hansjörg Thurn.
Im Theater spielte sie Hauptrollen wie Shen Te in Der gute Mensch von Sezuan (Regie: Donald Berkenhoff), Katrine Stockmann in Ibsens Ein Volksfeind, inszeniert von Christoph Mehler, Lulu in dem gleichnamigen Stück von Frank Wedekind in der Inszenierung von Frank Behnke und Hans Kudlich in Thomas Köcks Kudlich (Regie: Michael Simon).
Sie wechselte 2018 an das Theater Münster, wo sie erneut mit Alexander Nerlich arbeitete, mit dem sie in Ingolstadt bereits zwei Stücke geprobt hatte, und spielte in Caligula die Rolle der Caesonia. Es folgten weitere Hauptrollen wie Tolstois Anna Karenina in der Regie von Max Claessen, Lola nach dem Film von Rainer Werner Fassbinder und Isabella in Shakespeares Maß für Maß.
Seit 2020 arbeitet sie freischaffend als Schauspielerin und Synchronsprecherin.
Sandra Schreiber lebt in Berlin.

## Filmografie
- 2006–2007: Schmetterlinge im Bauch
- 2007: Die Stein (Fernsehserie)
- 2009: Wir sind größer als groß (Webserie)
- 2009: Maria (Kurzfilm)
- 2010: Flemming (Fernsehserie, Folge Das Haus meines Lebens)
- 2014: Schwägereltern (Fernsehfilm)
- 2014: Axt (Kurzfilm)
- 2014: Chain (Kurzfilm)
- 2015: Freddy/Eddy (Kinofilm)
- 2016: SOKO Wismar (Fernsehserie)
- 2017: Falling in Love (Kurzfilm)
- 2019: Schwartz & Schwartz: Der Tod im Haus
- 2019: Bettys Diagnose (Fernsehserie)
- 2020: Dig Deeper (Netflix)
- 2021: Soko Wismar (Fernsehserie)
- 2021: Anadrome Fische (Kurzfilm)
- 2022: Notruf Hafenkante (Fernsehserie)

## Synchronrollen
- 2022: Ghosts für Punma Patel Bela
- 2022: Shotgun Wedding – Ein knallhartes Team für D’Arcy Carden als Harriet
- 2023: Navy CIS: Hawaiʻi für Cher Alvarez als Bam Bam
- 2023: Navy CIS für Deanne Lauvin als Rebecca Haswell
- 2023: Chucky für Lara Jean Chorostecki als Schwester Ruth
- 2024: Chucky für Lara Jean Chorostecki als Charlotte Collins (First Lady)